# فوجیوارا نو کنشی (۱۰۸۴–۱۰۵۷)
فوجیوارا نو کنشی (به ژاپنی: 藤原賢子 Fujiwara no Kenshi); ۱ ژانویهٔ ۱۰۵۷ – ۱ ژانویهٔ ۱۰۸۴) ملکه هم‌نشین امپراتور شیراکاوا و مادر امپراتور بعدی امپراتور هوریکاوا در ژاپن بود. وی دخترخواندهٔ فوجیوارا نو موروزانه نایب‌السلطنه و رهبر خاندان فوجیوارا بود. وی در سن ۲۸ سالگی درگذشت و پس از آن امپراتور شیراکاوا همسر رسمی دیگری اختیار نکرد.